# Ultimate Custom Night
Ultimate Custom Night, spesso abbreviato in UCN, è un videogioco horror punta e clicca ideato da Scott Cawthon, settimo capitolo della serie survival horror Five Nights at Freddy's, e pubblicato gratuitamente il 27 giugno 2018 su Steam e Game Jolt. Il 28 aprile 2020 uscì a pagamento un port per Android ed IOS distribuita da Clickteam. Infine il 30 aprile 2021 fu reso disponibile anche per console.

## Trama
Il gioco si svolge dopo il finale di Freddy Fazbear's Pizzeria Simulator. Il giocatore si ritrova in un ufficio, costretto a sopravvivere contro diversi animatroni presi da tutta la saga. La notte, una volta finita, si ripete dall'inizio in questa tortura senza fine. Dai vari dialoghi di gioco degli animatronics durante i game over si può intendere che il protagonista non è altro che William Afton, l'assassino e antagonista della saga, costretto in questo incubo eterno come punizione per le sue gesta.
Ci sono due intermezzi ad episodi in stile anime, che si sbloccano aumentando sempre più la difficoltà. Il primo mostra una battaglia feudale tra Freddy e Foxy, che sembra essere un'allegoria dei figli di Afton. La seconda mostra una Toy Chica studentessa che attira diversi suoi compagni di classe, smontandoli ed infilando dei loro pezzi nella sua cartella. Questa sembra essere un'allegoria agli omicidi dello stesso William Afton.
Durante una notte, se Old Man Consequences è impostato su "1" e tutti gli altri personaggi sono inattivi, dopo aver catturato un pesce, verrà mostrata una scena di FNaF World, con Old Man Consequences che parla con uno sprite a forma di orso, dicendogli di lasciare il "demone" ai suoi demoni e di riposare in pace.
Dopo aver battuto la modalità 50/20, la notte con tutti e 50 i personaggi a difficoltà massima, parte la cutscene finale nella quale vediamo Golden Freddy contorcersi mentre si allontana nell'oscurità.

## Modalità di gioco
Ultimate Custom Night consente al giocatore di combinare 50 dei personaggi provenienti dai precedenti giochi della serie Five Nights at Freddy's e di impostare il grado di aggressività di ciascuno di essi da un minimo di 0 ad un massimo di 20. Ogni personaggio ha una meccanica diversa.
Il giocatore può cimentarsi in 16 sfide preimpostate, oppure usufruire dei potenziamenti per ritrovarsi avvantaggiato nel superamento della sua notte. Man mano che guadagna punti, il giocatore può sbloccare diversi uffici.
Come negli altri giochi della serie, per superare la notte il giocatore deve manovrare diversi meccanismi come porte, sistemi di ventilazione e chiuse dei condotti d’aerazione per evitare di essere attaccato dai robot.

## Personaggi

### Umani
- William Afton: Protagonista in prima persona del gioco. È lo stesso assassino dei giochi precedenti della saga. Viene riconosciuto da diversi animatroni durante il gioco.[N 1] È intrappolato in questo incubo senza fine,dopo l'incendio avvenuto nel capitolo precedente da una delle sue vittime,come punizione.[1]
- La persona che non avresti dovuto uccidere: Anche noto come "Spirito vendicativo"(in originale "The Vangeful Spirit), è l'antagonista principale e segreto del gioco. Viene citato da diversi animatroni dopo aver ucciso il giocatore[N 2] ed ogni tanto è possibile vederlo nella schermata del Game Over[4],dopo aver abbassato il monitor delle telecamere o sentirlo sussurrare in sottofondo in alcuni dialoghi.[N 3] L'entità è ampiamente considerata come lo spirito che vive all'interno di Golden Freddy, Cassidy.[1][12][13] È doppiato da Tabatha Skanes ed è interpretato dal figlio dell'autore, Jason.[14]

### Animatroni
- Freddy Fazbear: Attacca dal corridoio sinistro. Se è vicino alla porta, il giocatore lo deve chiudere fuori. È sensibile al calore, si muove più velocemente man mano che l'ufficio si riscaldi. Suona la Toreador se uccide il giocatore.[2]
- Bonnie: Sta nel "Pirate Cove" con Foxy, ed in ufficio ci sarà una statuina sua o di Foxy per indicare chi è attivo. Se appare la statuina di Bonnie, il giocatore deve ignorarlo, altrimenti si agiterà e farà un jumpscare, ma invece di uccidere il giocatore, gli impedirà temporaneamente di usare le telecamere.[2]
- Chica: È in cucina, dove farà cadere pentole e stoviglie, ma se la smette significa che si è stancata della musica e bisognerà cambiarla. Se però il giocatore cambia la musica troppo presto, Chica si arrabbierà e attaccherà, ignorando anche le porte chiuse. Può essere calmata con il carillon globale, ma esso riduce la batteria.[2]
- Foxy: Condivide con Bonnie il "Pirate Cove", se c'è la sua statuina, significa che è attivo. Dovrà essere tenuto d'occhio, o correrà nell'ufficio, si smonterà e farà entrare i suoi pezzi da porte o condotti aperti, per poi attaccare quando tutti i pezzi saranno in ufficio.[2] È doppiato da Christopher McCollough[15], che aveva anche doppiato Fredbear nel minigioco Foxy Fighters di FNaF World e Vlad dalla soap opera che il giocatore ascolta dopo aver completato una notte in Five Nights at Freddy's: Sister Location.
- Toy Freddy: Si trova nella stanza Parts/Service a giocare a Five Nights With Mr. Hugs con la sua TV, il giocatore dovrà controllarlo periodicamente e aiutarlo a giocare, premendo su uno dei tre punti verdi sullo schermo del computer per chiudere la porta giusta in base a dove si trova Mr. Hugs ed evitare che gli faccia il jumpscare e gli causi un Game Over. Se perde, Toy Freddy si infurierà, lascerà la stanza e ucciderà il giocatore per ripicca, dandogli la colpa per aver perso. Non può essere né calmato né fermato in alcun modo se lascia la stanza.[2] È doppiato da Darren Roebuck.[15]
- Toy Bonnie: Entrerà in ufficio dal lato destro, e se ne andrà se il giocatore si mette la maschera di Freddy similmente a Five Nights at Freddy's 2.[2]
- Toy Chica: Ha lo stesso comportamento di Toy Bonnie, ma attacca dal lato sinistro.[2] È doppiata da Amber Lee Connors[15], che ha ripreso il suo ruolo dal minigioco Foxy Fighters di FNaF World, dove aveva doppiato lei, JJ e Nightmare Chica.
- Mangle: Attacca dai condotti, e per fermarla il giocatore deve chiudere il condotto dal quale sta passando. Non tornerà indietro, se supera il condotto e il passaggio per l'ufficio è chiuso, aspetterà che il giocatore lo riapra. Se arriva alla parte chiusa, la sua radio rotta aumenta il rumore.[2] L'animatrone è doppiato da Jena Rundus.[15]
- Balloon Boy: Cercherà di entrare dal condotto laterale sul lato destro. Non attaccherà il giocatore, ma se entra, gli impedirà temporaneamente di usare la torcia finché non se ne va.[2]
- JJ: Ha lo stesso comportamento di Balloon Boy, ma se entra in ufficio, metterà fuori uso le porte finché non se ne andrà.[2]
- Withered Chica: Passa per i condotti. Se supera il sistema di condotti, potrebbe rimanere incastrata, bloccando tutti gli animatroni nei condotti eccetto Mangle, ma impedendo anche al giocatore di chiudere il condotto per il resto della notte, e a un certo punto raggiungerà l'altra parte e attaccherà.[2] È doppiata da Darbi Worley.[15]
- Withered Bonnie: Entrerà in ufficio tramite una botola, e come per Toy Bonnie e Toy Chica, attaccherà il giocatore se la maschera non viene messa abbastanza velocemente.[2] È doppiato da Hans Yuda.[15]
- Puppet: È in cucina, dove si trova il carillon, e attaccherà se il carillon non è ricaricato. È possibile usare il carillon globale come alternativa, ma questo ridurrà l'energia.[2] È doppiato da Jena Rundus.[15]
- Golden Freddy: A volte compare in ufficio, ma se ne andrà controllando le telecamere o mettendosi la maschera di Freddy.[2]
- Springtrap: Passa per i condotti e si muove in silenzio. Quando è sul punto di attaccare, è visibile la sua faccia nella ventola, e il suo attacco può essere evitato chiudendo il condotto quando compare.[2] Non ha un doppiaggio, se non i gemiti riutilizzati da Five Nights at Freddy's 3.
- Phantom Freddy: Quando compare, bisogna scacciarlo con la torcia prima che si materializzi completamente. Comparirà più in fretta se l'ufficio è caldo. Non uccide il giocatore, ma il suo jumpscare è un diversivo, dato che oscura la visuale e da tempo agli altri animatroni.[2]
- Phantom BB: Deve essere ignorato quando compare nelle telecamere. Come per Phantom Freddy, il suo jumpscare è un diversivo.[2]
- Phantom Mangle: Se non è ignorata, entrerà in ufficio e farà rumore con un disturbo audio.[2]
- Nightmare Freddy: Dei Freddle appariranno in ufficio con il passare del tempo, e se ne andranno se illuminati con la torcia. Se cinque Freddle sono in ufficio Nightmare Freddy comparirà e attaccherà.[2] È doppiato da Tim Simmons.[15]
- Nightmare Bonnie: Attacca dal corridoio destro ignorando la porta dell'ufficio, e per evitare che lo faccia, il giocatore deve comprare il peluche di Bonnie nell'angolo dei premi. Ignorerà la porta chiusa. Quando il suo peluche viene comprato, Nightmare Bonnie non comparirà più per il resto della notte. Condivide la sua meccanica con Nightmare Mangle e Baby, ma appariranno in ordine casuale.[2]
- Nightmare Freadbear: È invisibile alle telecamere e attacca dalla porta a sinistra. Se i suoi occhi sono visibili sulla soglia e si sente la sua risata malefica, il giocatore deve chiudere la porta.[2] È doppiato da Zack Hoffman[15].
- Nightmare: Agisce allo stesso modo di Nightmare Fredbear, ma attacca dalla porta a destra ed è più veloce ed aggressivo.[2] È doppiato da Eric D. Ward.[15]
- Jack-o-Chica: Appare in entrambi i corridoi quando l'ufficio si riscalda troppo, e il giocatore deve chiudere entrambe le porte quando si materializza completamente. Tuttavia, se l'ufficio non viene raffreddato, attaccherà ignorando le porte chiuse.[2] È doppiata da Keyondra Shanae.[15]
- Nightmare Mangle: Se è nel corridoio destro, la si deve fermare comprando il peluche di Mangle. Dopo ciò, scomparirà per il resto della notte.[2]
- Nightmarionne: Appare in parti casuali dell'ufficio e attacca se si punta su di esso il cursore del mouse per troppo tempo. Scompare se viene ignorato.[2] È doppiato da Aleks Le.[15]
- Nightmare Balloon Boy: Si trova perennemente in ufficio. Se è seduto significa che è in fase passiva e lo si deve lasciar stare, e se è in piedi, lo si deve illuminare con la torcia. Se il giocatore sbaglia l'approccio, Nightmare Balloon Boy lo ucciderà.[2] È doppiato da Matthew Curtis.[15]
- Old Man Consequences: Una figura rossa in 8-bit simile a un coccodrillo apparsa in FNaF World. Quando è attivo, darà il via a un minigioco in cui il giocatore dovrà premere C al momento giusto per pescare un pesce, ma se passa troppo tempo disabiliterà temporaneamente le telecamere.[2]
- Circus Baby: Come Nightmare Bonnie e Nightmare Mangle, appare nel corridoio destro, ma è più veloce rispetto a loro due e attaccherà anche se chiusa fuori. Può essere fermata comprando il suo peluche quando sta per arrivare.[2] Heather Masters riprende il suo ruolo dai giochi precedenti.[15]
- Ballora: Attaccherà da entrambi i corridoi. Per capire dove arriverà, il giocatore deve ascoltare attentamente la musica del suo carillon e chiudere la porta dell'area in cui il volume è maggiore.[2] Michella Moss riprende il suo ruolo nei panni di Ballora.[15]
- Funtime Foxy: Si trova nel suo covo, il "Funtime Cove". Imposterà in una certa ora il suo Showtime, che è l'ora in cui farà il jumpscare, visibile nel cartello all'esterno. Ogni ora nel gioco equivale a 45 secondi, e se Funtime Foxy viene guardato quando l'ora sta per cambiare, lo Showtime sarà posticipato, altrimenti ucciderà il giocatore, e questo può accadere anche alle sei del mattino.[2] È doppiato da Joe Gaudet.[15]
- Ennard: Attacca passando per il condotto, ma è difficile individuare nel radar. Se fa un suono metallico, significa che sta per attaccare e il condotto deve essere chiuso prima che entri in ufficio.[2]
- Trash and the Gang: A volte causano problemi per il giocatore: No.1 Crate e Bucket Bob fanno un mini-jumpscare che crea un diversivo e aumenta il rumore, mentre Mr. Can-Do copre gran parte dello schermo della telecamera.[2] No.1 Crate è doppiato da Gwenight Knight.[15]
- Helpy: Può comparire in ufficio su uno dei computer sulla scrivania, e se il giocatore non clicca su di lui, farà una rumorosa trombetta che allerta gli animatroni sensibili al rumore.[2]
- Happy Frog: Cercherà di entrare nell'ufficio passando per i tubi sul soffitto, ignorando il riscaldamento, ma può essere tenuta ferma con l'audio. È la più lenta dei Mediocre Melodies ed è identificata da un segnale verde.[2] È doppiata da Madison Brunoehler[15]
- Mr. Hippo: Come Happy Frog, ma è più veloce e può essere allontanato con il riscaldamento, attivabile premendo 3 e con l'audio. Un segnale viola lo identifica. Dopo aver ucciso il giocatore, racconterà lunghe storie in cui è protagonista assieme al suo amico Orville.[2] È doppiato da Joe Gaudet.[15]
- Pigpatch: Come Mr. Hippo, ma è leggermente più veloce. Un segnale rosa lo identifica.[2] È doppiato da Christopher McCollough[15], e dopo aver ucciso il giocatore suona il suo banjo.
- Nedd Bear: Come gli altri Mediocre Melodies, entra nei tubi. È più veloce di Pigpatch e può essere identificato da un segnale marrone, ma l'audio non lo può sempre fermare, dato che funziona solo metà delle volte su di lui.[2] È doppiato da August Sargenti.[15]
- Orville Elephant: Agisce allo stesso modo degli altri Mediocre Melodies, ma è il più veloce e il più difficile da scacciare, dato che l'audio lo ferma solo il 10% delle volte. Per allontanarlo, il giocatore deve accendere il riscaldamento. È identificato da un segnale arancione.[2] È doppiato da Peter Baker.[15]
- Rockstar Freddy: Sta in ufficio tutta la notte e ogni tanto si attiva chiedendo cinque "Faz-Coins". Se non lo si paga per troppo tempo, si arrabbierà e ucciderà il giocatore. Accendere il riscaldamento lo fa malfunzionare, evitando il suo attacco, ma rende il giocatore più vulnerabile a chi è sensibile al calore.[2] È doppiato da Kai Skrotzki.[15]
- Rockstar Bonnie: Appare al centro dell'ufficio a intervalli casuali e se ne andrà se il giocatore gli prenderà la sua chitarra entro venti secondi cercando nei corridoi, nello sgabuzzino o nella stanza Parts/Service, altrimenti attaccherà.[2] È doppiato da George Osborne.[15]
- Rockstar Chica: Appare nei corridoi. Chiudere la porta le impedirà di entrare ma non cambierà niente, e se ne andrà solo se il giocatore mette il cartello del pavimento bagnato dove sta per arrivare (Rockstar Chica ha paura di scivolare).[2] È doppiata da Ally Johnson.[15]
- Rockstar Foxy: Ogni tanto il suo pappagallo volerà per l'ufficio e se cliccato lo farà comparire, offrendo in cambio un potenziamento a scelta: 10 "Faz-Coins", un ulteriore 1% di energia per l'ufficio, un raffreddamento della stanza o insonorizzare l'ufficio, impedendo agli animatroni sensibili al suono di individuare il rumore. A volte, tuttavia, sarà di cattivo umore e attaccherà. Più è alta la sua difficoltà, più è probabile che accada.[2] È doppiato da Joe Gaudet.[15]
- Music Man: È direttamente dietro il giocatore, e sbatte i suoi piatti se c'è troppo rumore, come la trombetta di Helpy, il riscaldamento e la radio di Mangle. Più velocemente sbatte i piatti, più si avvicina, e se il giocatore non smette di fare rumore o non lo riduce, Music Man lo ucciderà in preda alla rabbia[2]. È doppiato da Matthew Curtis.[15]
- El Chip: Crea un diversivo con le sue pubblicità per sette secondi. Il giocatore può saltare la pubblicità sul pulsante.[2]
- Funtime Chica: A volte appare e crea un diversivo mettendosi in posa per farsi scattare delle foto, distraendo il giocatore.[2] È doppiata da Becky Shrimpson.[15]
- Molten Freddy: Attacca passando per i condotti, ed è molto più veloce rispetto agli altri animatroni che attaccano in quel modo. Se lo si sente ridere, significa che sta per entrare nell'ufficio e si deve chiudere il condotto.[2] Kellen Goff riprende il suo ruolo.
- Scrap Baby: Appare seduta dell'altro lato della scrivania dell'ufficio. Se si muove, significa che sta per attaccare, il giocatore dovrà colpirla con l'elettroshock, che consuma l'1% di batteria a ogni uso. Una volta fermata, se ne andrà via per tutto il resto della notte.[2] Heather Masters riprende il suo ruolo nei panni di Scrap Baby.[15]
- Scraptrap: Appare solo una volta nel corso della notte ed è molto imprevedibile. Attacca dal condotto sul lato destro, e quando sta per entrare, fa lampeggiare le luci e fa un violento rumore. Dopo aver sentito quel baccano, il giocatore deve chiudere subito il condotto o Scraptrap lo ucciderà.[2] PJ Heywood riprende il suo ruolo nei panni di Scraptrap da Freddy Fazbear's Pizzeria Simulator.[15]
- Lefty (meglio noto come L.E.F.T.E): Si trova nello sgabuzzino. Diventerà più agitato e attivo se l'ufficio è troppo caldo o rumoroso, e chiudere le porte è inutile contro di lui. L'unico modo per placarlo è usare il carillon globale, che consuma energia.[2] È doppiato da Lena Hill.[15]
- Phone Guy: A volte invia una chiamata a intervalli casuali, e se non lo muta in tempo cliccando sul pulsante Mute, il giocatore dovrà sentirlo parlare. Ciò è un grosso problema, dato che distrae il giocatore e agita gli animatroni sensibili al suono.[2] Lo stesso autore Scott Cawthon riprende il suo ruolo.
- Dee Dee: Appare a intervalli casuali e canta una canzoncina, aumentando il livello di un animatrone o ne aggiunge uno tra quelli non inclusi nel cast, ma un potenziamento impedirà la sua comparsa.[2] È doppiata da Stephanie Belinda Quinn.[15] Nella modalità 50/20, sarà sostituita da XOR, una versione bianca e nera senza occhi, e quando compare glitcherà, evocando i seguenti nemici:
  - RWQFSFASXC: Compare all'interno dell'ufficio e seppur non attacchi, rende l'ufficio buio per dieci secondi.[2]
  - Plushtrap: Comparirà seduto su una sedia in una stanza. Il giocatore dovrà guardarlo per tre secondi, poi Plushtrap se ne andrà, altrimenti attaccherà.[2]
  - Nightmare Chica: Le sue mascelle compariranno dalla parte alta e bassa dello schermo e renderanno difficile la visuale. Se chiude la bocca, ucciderà il giocatore, l'unico modo per impedirlo è attivare il condizionatore.[2][4]
  - Bonnet: Ogni tanto camminerà per l'ufficio, e ucciderà il giocatore se non clicca sul suo naso prima che raggiunga l'altra parte.[2][4]
  - Minireena: Un gruppo di loro coprirà temporaneamente la visuale del giocatore.[2]
  - Lolbit: Creerà un disturbo audio che farà molto rumore. Se ne va digitando LOL.[2][4]
  - Fredbear: si tratta di un animatrone segreto, che attacca il giocatore solo quando, in una notte con solo Golden Freddy presente al livello 1, usando il death coin.[2][4] È doppiato da Kellen Goff.[15]

## Sviluppo
Nel febbraio 2018, dopo l'uscita di Freddy Fazbear's Pizzeria Simulator, Cawthon annunciò in un post su Steam che avrebbe richiesto l'aiuto di editori più grandi per creare giochi futuri. In una versione modificata dello stesso post, ha aggiunto che avrebbe sviluppato una "ultimate custom night" la quale, come rivelato sul suo sito web, avrebbe messo a disposizione più di 50 personaggi tra volti nuovi e vecchie conoscenze precedentemente comparsi negli altri giochi della serie. Essa doveva essere un'espansione di Freddy Fazbear's Pizzeria Simulator, ma quando il progetto diventò più grande e molto importante per la storia, Scott decise di creare un gioco a parte.

### Distribuzione
Ultimate Custom Night è stato pubblicato il 27 giugno 2018 per Microsoft Windows come freeware. Una port a pagamento per iOS e Android è stata pubblicata il 28 aprile 2020. Una versione per PlayStation 4, Xbox One e Nintendo Switch è stata distribuita il 20 aprile 2021.

## Accoglienza
Ultimate Custom Night ha ricevuto generalmente recensioni positive sia dalla community che dalla critica. Nella loro lista dei "migliori videogiochi della serie", Jake Fillery e Hannah Dahlberg lo inseriscono 10°.

### Critica
Dominic Tarason di Rock Paper Shotgun lo definisce un "pasticcio, ma davvero intrigante". Sostiene che è il titolo più "ridicolo", vista la quantità di meccaniche diverse e pensa sia "incomprensibile" per chi è nuovo nella serie. Shaun Prescott di PC Gamer lo definisce invece un "approccio pulito e personalizzabile della classica formula survival horror". Devin Shea di 1428 Elm lo paragona a Super Smash Bros. vista la quantità di personaggi.